# Kanton Les Cabannes
Der Kanton Les Cabannes war bis 2015 ein französischer Wahlkreis im Département Ariège und in der Region Midi-Pyrénées. Er umfasste 25 Gemeinden im Arrondissement Foix; sein Hauptort (frz.: chef-lieu) war Les Cabannes. Die landesweiten Änderungen in der Zusammensetzung der Kantone brachten im März 2015 seine Auflösung.

## Gemeinden
| Gemeinde       | Einwohner (Stand: 2014) | Code postal | Code Insee |
| -------------- | ----------------------- | ----------- | ---------- |
| Albiès         | 132                     | 09310       | 09004      |
| Appy           | 29                      | 09250       | 09012      |
| Aston          | 225                     | 09310       | 09024      |
| Aulos          | 56                      | 09310       | 09028      |
| Axiat          | 42                      | 09250       | 09031      |
| Bestiac        | 19                      | 09250       | 09053      |
| Bouan          | 35                      | 09310       | 09064      |
| Les Cabannes   | 340                     | 09310       | 09070      |
| Caussou        | 63                      | 09250       | 09087      |
| Caychax        | 13                      | 09250       | 09088      |
| Château-Verdun | 36                      | 09310       | 09096      |
| Garanou        | 169                     | 09250       | 09131      |
| Larcat         | 43                      | 09310       | 09155      |
| Larnat         | 20                      | 09310       | 09156      |
| Lassur         | 68                      | 09310       | 09159      |
| Lordat         | 53                      | 09250       | 09171      |
| Luzenac        | 518                     | 09250       | 09176      |
| Pech           | 43                      | 09310       | 09226      |
| Senconac       | 10                      | 09250       | 09287      |
| Sinsat         | 115                     | 09310       | 09296      |
| Unac           | 116                     | 09250       | 09318      |
| Urs            | 35                      | 09310       | 09320      |
| Vèbre          | 128                     | 09310       | 09326      |
| Verdun         | 224                     | 09310       | 09328      |
| Vernaux        | 31                      | 09250       | 09330      |